# Maurice Beaupré
Pour les articles homonymes, voir Beaupré.
Maurice Beaupré est un acteur québécois né à Québec le 17 novembre 1907 et décédé le 14 mars 1984 à Montréal. Attachant vieillard, affichant une éternelle bonne humeur, il est demeuré dans la mémoire collective comme le bon et sympathique «vieux de service» de la télévision québécoise des années 1960 et 1970. On pense notamment à ses incarnations du père Chevron dans Les Belles Histoires des pays d'en haut et de l'oncle Procule dans À cause de mon oncle. Maurice Beaupré a aussi marqué le cinéma avec un rôle en particulier, celui du jovial et lubrique Octave dans La Vraie Nature de Bernadette de Gilles Carle, personnage qu'il a rendu avec une finesse, un aplomb et un naturel tels qu'il a fait de cette figure secondaire du scénario un véritable monument.
Il est décédé en 1984, à l'âge de 76 ans. Il a été inhumé au Cimetière Notre-Dame-des-Neiges, à Montréal.

## Filmographie
- 1955 : The Bird Fancier
- 1956 : Les Belles Histoires des pays d'en haut (série télévisée) : Anthime Chevron
- 1958 : Le Maître du Pérou
- 1959 : Tout l'or du monde, ONF
- 1959 : L'Héritage
- 1963 : Rue de l'anse (série télévisée) : Joffre Boudreau
- 1964 : The Luck of Ginger Coffey : Monsieur Beaulieu
- 1965 : La Corde au cou : Le père de Micheline
- 1969 : Quelle famille
- 1972 : La Vraie Nature de Bernadette : Octave
- 1974 : Le Grand Voyage
- 1977 : À cause de mon oncle (série télévisée) : Procule Ouellet
- 1982 : Le Temps d'une paix (série télévisée) : L'Homme de la guignolée